# Argentinosaurus

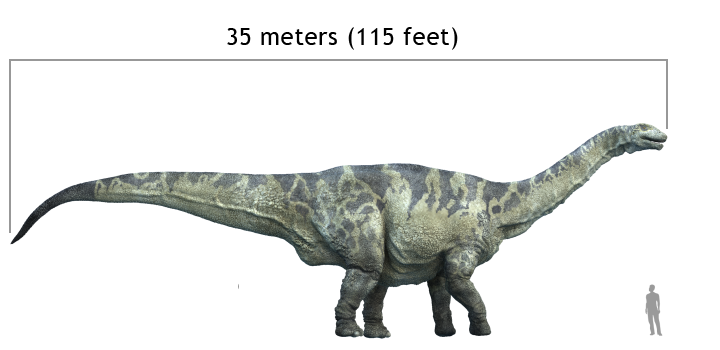
Künstlerische Lebenddarstellung von Argentinosaurus im Größenvergleich mit einem Menschen

 Argentinosaurus  ist eine Gattung sauropoder Dinosaurier aus der Gruppe der Titanosauria.
Bisher sind lediglich sehr fragmentarische Überreste bekannt, die aus der frühen Oberkreide (Cenomanium) der argentinischen Provinz Neuquén stammen.
Argentinosaurus ist einer der größten bekannten Sauropoden und damit eines der größten bekannten Landtiere der Erdgeschichte – so gehen aktuelle Schätzungen von einer Länge von über 35 Metern und einem Gewicht von etwa 73 Tonnen aus. Die einzige bekannte Art ist Argentinosaurus huinculensis.

## Merkmale
Bisher sind nur wenige Knochen gefunden worden. Das Holotyp-Material schließt drei vordere und drei hintere Rückenwirbel, die unteren Bereiche der Wirbelkörper von fünf Kreuzbeinwirbeln, den Großteil der rechten Kreuzbeinrippen, den Großteil einer fragmentarischen dorsalen Rippe sowie das rechte Schienbein (Tibia) mit ein. Des Weiteren wurde Argentinosaurus ein unvollständiger Oberschenkelknochen (Femur) zugeschrieben (Exemplarnummer MLP-DP 46-VIII-21-3), der eine Länge von 1,18 Meter aufweist. Insgesamt sind somit 10 % des gesamten Skelettes fossil überliefert.
Die Wirbel sind bis zu 1,59 Meter hoch, gemessen von den Dornfortsätzen bis zur Unterseite der Wirbelkörper, während die Wirbelkörper Durchmesser von annähernd 50 Zentimeter zeigen. Das Schienbein ist etwa 1,55 Meter lang.
Eine frühe Rekonstruktion von Gregory Paul schätzt Argentinosaurus auf eine Länge von 30 bis 35 Meter und ein Gewicht von 80 bis 100 Tonnen. Andere Forscher legen für ihre Größenschätzungen den Körperbau besser bekannter, verwandter Gattungen zu Grunde und gehen davon aus, dass Argentinosaurus ähnliche Proportionen zeigte. So verwendete Carpenter (2006) den vollständiger bekannten Saltasaurus als Referenz und schätzte Argentinosaurus auf 30 Meter Länge. Jüngere Schätzungen gehen von einer Länge von über 35 Metern aus.
Gewichtsschätzungen sind generell schwieriger und werden seltener durchgeführt. Forscher um Mazzetta (2004) errechneten jedoch, dass das Gewicht zwischen 60 und 88 Tonnen lag, und geben 73 Tonnen als den wahrscheinlichsten Wert an, was Argentinosaurus zum schwersten durch relativ gute Fossilien bekannten Sauropoden macht.
Die Rückenwirbel der Sauropoden zeigten zusätzliche mechanische Verbindungselemente, die Hyposphen-Hypantrum-Verbindungen. Diese Verbindungen stabilisierten die Wirbelsäule und unterstützten somit wahrscheinlich den Riesenwuchs der Sauropoden, schränkten aber gleichzeitig die Beweglichkeit der Wirbelsäule ein. Bei den meisten Titanosauria einschließlich Argentinosaurus sind diese Verbindungselemente zugunsten einer flexibleren Wirbelsäule verloren gegangen. Bei Argentinosaurus und in ähnlicher Form auch bei Epachthosaurus haben sich analog zu den Hyposphen-Hypantrum-Verbindungen sekundär neuartige Verbindungselemente entwickelt; vermutlich als Folge der zunehmenden Körpergröße.
Argentinosaurus lässt sich durch die neuartigen Verbindungselemente der Rückenwirbel (s. o.) sowie durch die röhrenförmigen Rippen von anderen Gattungen abgrenzen.

## Systematik
Die Position dieser Gattung innerhalb der Titanosauria ist umstritten. Die Erstbeschreiber (Bonaparte und Coria, 2003) ordneten Argentinosaurus zusammen mit Andesaurus innerhalb einer eigenen Familie ursprünglicher Titanosaurier ein, die Andesauridae, welche den fortschrittlicheren Titanosauridae gegenüberstehen sollte. Heute wird die Andesauridae als paraphyletisch und damit als ungültig erachtet. Auch Upchurch und Kollegen (2004) sehen Argentinosaurus als einen ursprünglicheren Vertreter der Titanosauria, und klassifizieren ihn außerhalb der Lithostrotia (= Titanosauridae). Curry Rogers (2005) jedoch sieht Argentinosaurus als Vertreter einer Gruppe sehr fortschrittlicher Titanosauria, der Opisthocoelicaudiinae. In dieser Gruppe fasst sie Argentinosaurus, Isisaurus, Alamosaurus, Opisthocoelicaudia und Antarctosaurus zusammen.

## Entdeckungsgeschichte und Namensgebung

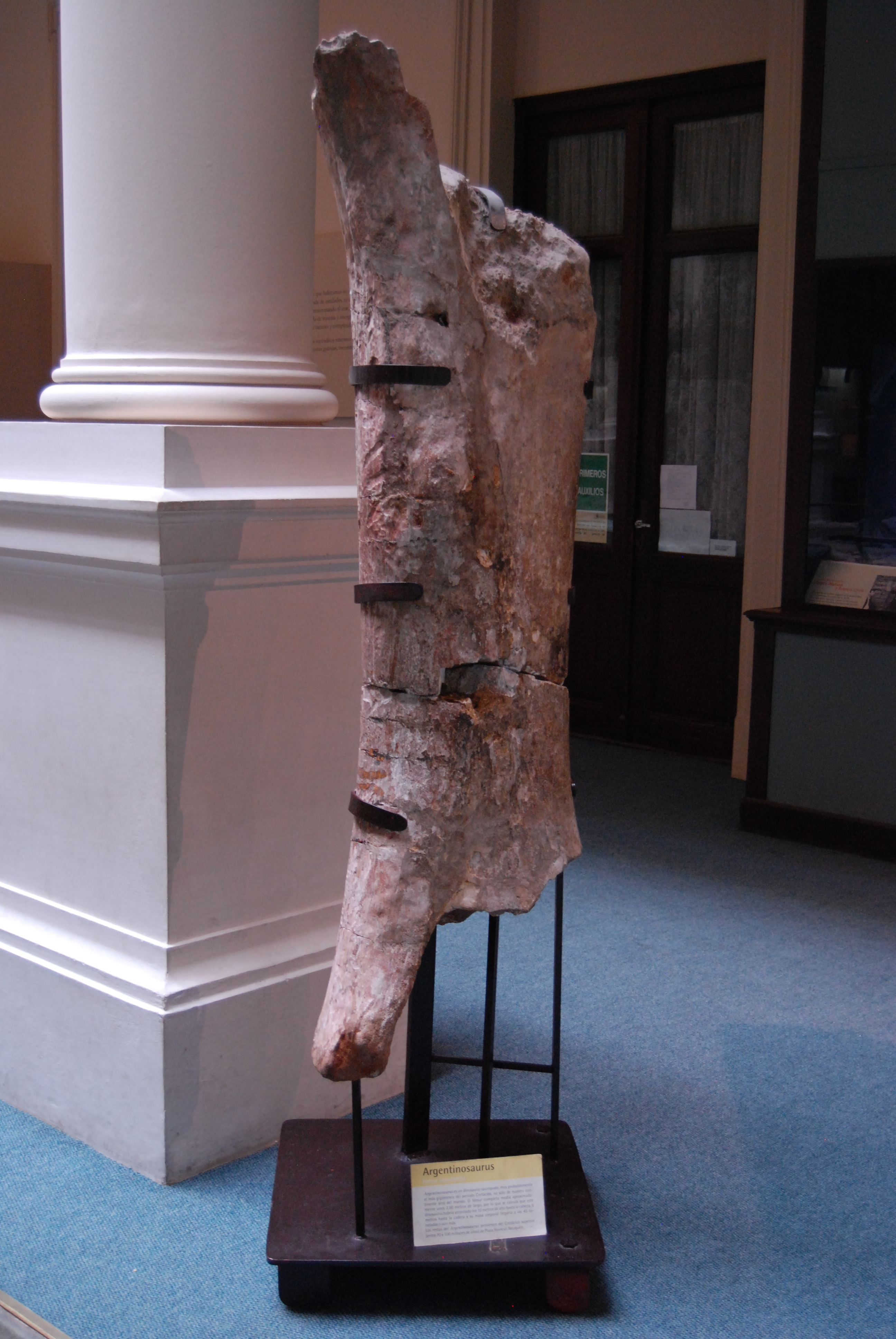
Fragmentarischer Oberschenkelknochen im argentinischen Museo de la Plata

Die Fossilien wurden von Mitarbeitern des Museums Carmen Funes innerhalb der Farm Las Overas in der Stadt Plaza Huincul gesammelt. Während anfangs lediglich ein Schienbein ausgegraben wurde, konnten im Sommer 1989 die restlichen Fossilien geborgen werden.
Der Fundort gehört zur Huincul-Formation, einem Schichtglied der Río-Limay-Untergruppe der Neuquén-Gruppe. Früher war diese Gesteinseinheit als Huincul-Member der Río-Limay-Formation untergeordnet.
Argentinosaurus wurde 1993 von den argentinischen Paläontologen José Fernando Bonaparte und Rodolpho Coria erstmals wissenschaftlich beschrieben. Der Name Argentinosaurus (lateinisch für argentinische Echse) weist auf das Land Argentinien, während der zweite Teil des Artnamens, huinculensis, auf die Stadt Plaza Huincul weist, wo die Fossilien gefunden wurden.